# Nihoa hawaiiensis
Espèce
Synonymes
- Idioctis hawaiiensis Raven, 1988

Nihoa hawaiiensis est une espèce d'araignées mygalomorphes de la famille des Barychelidae.

## Distribution
Cette espèce est endémique de l'île Necker à Hawaï,.

## Description
Le mâle holotype mesure 14,6 mm et la femelle 21,3 mm.

## Étymologie
Son nom d'espèce, composé de hawaii et du suffixe latin -ensis, « qui vit dans, qui habite », lui a été donné en référence au lieu de sa découverte, Hawaï.

## Publication originale
- Raven, 1988 : A revision of the mygalomorph spider genus Idioctis (Araneae, Barychelidae). American Museum Novitates, no 2929, p. 1-14 (texte intégral).